# NLM
De Nederlandse Luchtvaartmaatschappij (afgekort tot NLM) was een Nederlandse luchtvaartmaatschappij en een dochteronderneming van de KLM. De maatschappij nam bij de oprichting in 1966 de korteafstandvluchten binnen Nederland (Amsterdam (Schiphol), Eindhoven (Welschap), Groningen (Eelde), Enschede (Twente), Maastricht (Beek) en Rotterdam (Zestienhoven)) voor haar rekening. Vanaf 1974 werden de diensten uitgebreid naar regionale vluchten binnen Europa. Toen de NLM in 1976 tien jaar bestond volgde de toevoeging van de naam ‘Cityhopper’. Dit om zichzelf in het buitenland duidelijker als merk te kunnen onderscheiden.
De bedoeling was dat de maatschappij zou fungeren als aanvoermaatschappij (feederairline) voor de lijndiensten op de grotere afstand van de KLM. Hetzelfde ziet men in de Verenigde Staten waar de grote maatschappijen zoals Delta ook hun eigen regionale maatschappij hebben (voor Delta is dat Delta Express).
In 1991 fuseerden NLM en NetherLines tot KLM Cityhopper.

## Vloot NLM (situatie 1981)
- Fokker F27 Friendship (8)
- Fokker F28 Fellowship (4)

## Rampen
- 6 oktober 1981: NLM Cityhopper-vlucht 431, crash van een F28 Fellowship nabij Moerdijk. In een zware onweersbui brak er een vleugel van het vliegtuig af[2].